# Tifón Sinlaku (2002)
El tifón Sinlaku (designación internacional: 0216, designación JTWC: 22W) fue un tifón dañino que afectó a Okinawa en la República de China y el este de China en septiembre de 2002. Sinlaku, la decimosexta tormenta con nombre de la temporada de tifones en el Pacífico de 2002, se formó el 27 de agosto al noreste de las Islas Marianas del Norte. Después de moverse inicialmente hacia el norte, comenzó un movimiento generalmente hacia el oeste que mantuvo durante el resto de su duración. Sinlaku se fortaleció hasta convertirse en un tifón y alcanzó sus vientos máximos el 31 de agosto. Durante los siguientes días, su intensidad fluctuó levemente mientras se movía sobre o cerca de las islas Ryukyu. El 4 de septiembre, el ojo del tifón cruzó Okinawa. Cayeron fuertes lluvias y produjeron fuertes vientos que dejaron sin electricidad a más de 100.000 personas. Los daños en la isla se estimaron en 14,3 millones de dólares.
Después de afectar a Okinawa, Sinlaku amenazó el norte de Taiwán, que anteriormente fue afectado por dos tifones mortales el año anterior. Los funcionarios realizaron muchos preparativos, aunque los daños terminaron siendo mínimos en la isla. Sin embargo, dos personas murieron en Taiwán. Sinlaku se debilitó levemente antes de tocar tierra por última vez en el este de China cerca de Wenzhou el 7 de septiembre. Allí, la tormenta produjo una ráfaga de viento récord de 204 km/h (127 mph), y justo al sur de la ciudad, las altas olas destruyeron varios muelles y un barco grande. Las fuertes lluvias y los vientos de Sinlaku destruyeron 58.000 casas y grandes áreas de cultivos quedaron destruidas. Los daños en China se estimaron en $709 millones de dólares y hubo 28 muertes allí.

## Historia meteorológica
El Centro Conjunto de Advertencia de Tifones (JTWC) comenzó a monitorear una perturbación tropical el 26 de agosto de 2002, y señaló que un área de convección tenía una circulación asociada. Con condiciones favorables, la agencia evaluó un potencial justo de desarrollo. El 27 de agosto, la Agencia Meteorológica de Japón (JMA) clasificó el sistema como depresión tropical al sur de la isla japonesa de Minamitorishima, aunque la circulación estaba expuesta a la convección. Al día siguiente, el Centro Conjunto de Advertencia de Tifones (JTWC) inició advertencias sobre la depresión tropical 22W a unos 945 km (565 millas) al noreste de Saipán, después de que las tormentas eléctricas comenzaran a invadir el centro. Inicialmente, la depresión se movió generalmente hacia el norte a través de una debilidad en la cordillera subtropical, fortaleciéndose en la tormenta tropical Sinlaku el 29 de agosto. La cresta del edificio, ubicada al este de Japón, giró gradualmente la tormenta hacia el oeste. Ya el 29 de agosto, el Centro Conjunto de Advertencia de Tifones (JTWC) informó que se estaba empezando a desarrollar un rasgo ocular. Después de una mayor intensificación, Sinlaku se fortaleció y la Agencia Meteorológica de Japón (JMA) lo convirtió en un tifón el 31 de agosto; el Centro Conjunto de Advertencia de Tifones (JTWC) estimó que Sinlaku alcanzó el estatus de tifón un día antes.
Poco después de que Sinlaku se convirtiera en un tifón, la Agencia Meteorológica de Japón (JMA) estimó que alcanzó vientos máximos sostenidos máximos de 10 minutos de 150 km/h (90 mph). También el 31 de agosto, el Centro Conjunto de Advertencia de Tifones (JTWC) estimó vientos máximos de 1 minuto de 205 km/h (125 mph). El 1 de septiembre, Sinlaku comenzó a someterse a un ciclo de reemplazo de la pared del ojo, aunque las temperaturas más frías del agua causadas por el tifón Rusa anterior impidieron el refuerzo. El tifón giró más hacia el oeste-noroeste el 2 de septiembre y, sin muchos cambios de intensidad, pasó justo al sur de Iwo Jima ese día y muy cerca de la isla japonesa de Minamidaitojima alrededor de las 21:30 UTC del 3 de septiembre. Al día siguiente, Sinlaku también pasó justo al sur de la isla de Okinawa, aunque su gran ojo de 110 km (70 millas) cruzó la parte sur de la isla; el Centro Conjunto de Advertencia de Tifones (JTWC) estimó que la tormenta tenía vientos de 175 km/h (110 mph) mientras pasaba cerca de Okinawa. Un canal que pasaba al norte de Sinlaku ralentizó el movimiento hacia el oeste del tifón. El aire seco en la región y el aumento posterior de la cizalladura del viento provocaron una tendencia de debilitamiento constante. El 6 de septiembre, Sinlaku pasó a poca distancia al norte de Taiwán y, posteriormente, se reanudó un movimiento oeste-noroeste. La Agencia Meteorológica de Japón (JMA) degradó el tifón a una severa tormenta tropical el 7 de septiembre en el Mar de China Oriental, aunque la Centro Conjunto de Advertencia de Tifones (JTWC) lo mantuvo como un tifón. Alrededor de las 10:30 UTC de ese día, Sinlaku tocó tierra en el centro-este de China cerca de Wenzhou, una ciudad cercana a la frontera de las provincias de Zhejiang y Fujian. La tormenta se debilitó mientras avanzaba hacia el interior, aunque su circulación se mantuvo bien definida hasta disiparse el 9 de septiembre.

## Preparaciones e impacto

### Japón

El tifón Sinlaku se aproxima Este de China el 7 de septiembre de 2002

El tifón Sinlaku afectó primero a Iwo Jima, produciendo vientos sostenidos de 131 km/h (82 mph), con ráfagas de 183 km/h (114 mph). Los residentes de la pequeña isla de Minamidaitojima evacuaron sus hogares a áreas más seguras durante la tormenta. Las lluvias provocaron inundaciones en la isla. En la costa de Okinawa, un carguero filipino desapareció, lo que provocó una misión de rescate por parte de la Guardia Costera japonesa. La tripulación fue rescatada un día después y nadie resultó herido.
Antes de afectar la isla, los funcionarios de Okinawa cancelaron 150 vuelos en avión y detuvieron el servicio de autobuses. Las escuelas terminaron temprano y solo el personal esencial se presentó en la Base Aérea de Kadena. Mientras golpeaba Okinawa, Sinlaku dejó caer fuertes lluvias, con un máximo de 453 mm (17,8 pulgadas) en dos lugares. Las precipitaciones se extendieron hacia el norte a través de las islas Amami, alcanzando 315 mm (12,4 pulgadas) en Yoronjima. La precipitación total más alta por hora fue de 56 mm (2,2 pulgadas), registrada en Naha, Okinawa. Sinlaku produjo vientos de hasta 122 km/h (76 mph), con ráfagas de 191 km/h (118 mph) en Okinawa. Los vientos huracanados afectaron la isla durante aproximadamente 21 horas. Durante su paso, el tifón destruyó 11 casas y dañó otras 231, y se inundaron 45 casas. Los fuertes vientos derribaron líneas eléctricas, lo que dejó 105.500 hogares sin electricidad en Okinawa. Sinlaku hirió a 31 personas, cuatro de ellas de gravedad, pero no hubo muertos en Japón. Los daños asegurados en Japón ascendieron a $14.3 millones (¥ 1.7 mil millones de JPY de 2002). Sinlaku dejó alrededor de $3.6 millones en daños a la Base Aérea de Kadena en Okinawa.

### Repúblicac de China
En Taiwán, la Oficina Meteorológica Central del país emitió advertencias de tormenta para las aguas costeras y áreas a lo largo de la costa. El primer ministro Yu Shyi-kun ordenó a varias agencias gubernamentales que se prepararan completamente para el tifón, incluida la activación de un sistema de contingencia ante desastres. El tifón hizo que la Bolsa de Valores de Taiwán cerrara en su nivel más bajo del año, antes de que la bolsa se cerrara durante el paso de la tormenta. Los funcionarios también cerraron escuelas y edificios gubernamentales en Taipéi, y se cancelaron los vuelos entre el norte y el sur de Taiwán. El tifón provocó que una carrera de botes se retrasara un día. Pasando al norte de Taiwán, Sinlaku dejó caer alrededor de 100 mm (3,9 pulgadas) de lluvia en la ciudad capital de Taipéi. Una estación en el condado de Ilan informó una precipitación máxima de 387 mm (15,2 pulgadas). Las altas precipitaciones llenaron dos embalses hasta su capacidad, ambos con niveles bajos en el mes anterior. La tormenta dejó 200 casas sin agua y en el condado de Taoyuan (ahora ciudad de Taoyuan), 700 casas se quedaron sin electricidad. Los daños de la tormenta obligaron a unas 1.500 personas a evacuar sus casas. Las altas olas azotaron la costa norte de la isla, lo que obligó a cientos de barcos a permanecer en el puerto. Esto incluyó a miles de pescadores chinos que se quedaron en refugios especiales, lo que representó un cambio de política; En tormentas anteriores, los funcionarios de Taiwán no permitieron que los pescadores chinos se quedaran por temor a la emigración china a la isla. Sinlaku mató a dos personas, una que fue arrastrada por el fuerte oleaje a lo largo de la costa este de Taiwán. Sin embargo, los daños fueron menores en la isla, limitados a las ramas de los árboles caídos en Taipéi. Después de la tormenta, los residentes de Taiwán se quejaron de que los meteorólogos exageraron la amenaza de la tormenta, que se debió a los graves daños causados por los tifones Nari y Toraji.

### República Popular China
La amenaza del tifón Sinlaku provocó la evacuación de 640.000 personas en el este de China,  incluidas 48.000 personas cerca de Wenzhou que trabajaban en granjas acuícolas. Alrededor de 100.000 soldados se pusieron en espera antes de que azotara la tormenta para ayudar en sus secuelas. Se cancelaron ocho vuelos debido a la tormenta. Al tocar tierra, el tifón dejó caer fuertes lluvias a lo largo de su trayectoria, incluido un total de 24 horas de 215 mm (8,5 pulgadas) donde se movió a tierra. Varias ciudades informaron más de 100 mm (3,9 pulgadas) en un período de 12 horas. La lluvia hizo que el río Huangpu se elevara a niveles por encima de lo normal, lo que llevó a los funcionarios a cerrar 1.000 compuertas para evitar inundaciones en Shanghái. En Wenzhou, Sinlaku produjo una ráfaga de viento máxima de 204 km/h (127 mph), que fue la ráfaga más alta registrada en la ciudad. Las olas altas justo al sur de la ciudad, estimadas en 16,2 m (53 pies), destruyeron cinco muelles de pesca y un barco grande. Se observaron ráfagas de viento con fuerza de tifón a lo largo de la costa de las provincias de Fujian y Zhejiang. Aproximadamente 58.000 casas resultaron dañadas o destruidas en las dos provincias; esto incluyó 3.800 casas destruidas en Wenzhou donde golpeó la tormenta. Los fuertes vientos derribaron árboles en las líneas eléctricas, dejando áreas sin electricidad. Cerca de 97.000 hectáreas (240.000 acres) de campos de cultivo fueron destruidas. Muchas escuelas y negocios cerraron durante la tormenta. El daño total se estimó en $709 millones (¥ 5,88 mil millones 2002 CNY) y hubo 28 muertes en el país; la mayoría de las muertes fueron causadas por el colapso de casas. Los funcionarios distribuyeron alimentos y miles de carpas y mantas a los residentes que perdieron sus hogares.